# Ballus piger
Ballus piger är en spindelart som beskrevs av Pickard-Cambridge O. 1876. Ballus piger ingår i släktet Ballus och familjen hoppspindlar. Inga underarter finns listade.